# NGC 7711
NGC 7711 este o galaxie situată în constelația Pegas. A fost descoperită în 14 octombrie 1784 de către William Herschel. Se află la o distanță de 55,2 de megaparseci de Pământ.